# Igor Balalajev
Igor Vladimirovič Balalajev (rusky Игорь Владимирович Балалаев; * 10. prosince 1969, Omsk), je divadelní a filmový herec a přední umělec moskevského muzikálu, který se zúčastnil produkcí, jako 12 židlí; CATS; Notre Dame de Paris; Romeo a Julie; Hrabě Monte Cristo; Kabaret; Hrabě Orlov nebo třeba Anna Karenina. Také byl vypravěčským hlasem v rozhlasovém programu „Příběhy v detailech“.

## Životopis
Po ukončení povinné služba v armádě nastoupil Igor Vladimirovič Balalaev v roce 1991 na školu spadající pod Jekatěrinburský státní divadelní ústav. Studoval drama a úspěšně dokončil studia roku 1995. Po absolvování se vrátil do rodného Omsku, kde vystřídal několik divadel. Už po dvou letech byl nominován na divadelní cenu Zlatá maska Juška-Tugy v operetě Bílé akácie. V roce 2002 se přestěhoval do Moskvy, kde byl přijat do souboru MTYUZ. Hrál v představeních Tram, nebo třeba Touha v režii Henrietty Yanovské a ztvárnil hlavní roli ve hře Roberto Zucco v režii Kamy Ginkase. Účast v muzikálu Notre Dame de Paris se stala zlomovým bodem pro jeho kariéru, začalo jeho muzikálové období. Zahrál si třeba Karenina, manžela hlavní postavy, v muzikálu Anna Karenina. Od té doby také často dabuje zahraniční filmy do ruštiny.
Je ženatý a má dceru Alexanderu.

## Role

### Muzikály
- 2003: 12 židlí (Ippolit Matveevich Vorobyaninov, Alkhen, inženýr Schukin, Zavkhoz)
- 2002 – 2004: Notre Dame de Paris (arciděkan Claudius Frollo)
- 2004 – 2006:  Romeo & Juliet (hrabě Capulet)
- 2005 – 2006: CATS (Bastofer Jones, Growliger)
- 2007 – 2008: Scarlet Sails (Polishchock)
- 2008 – současnost: Monte Cristo (Edmond Dantés)
- 2009: hudební kabaret (Herr Schulz)
- 2010 – 2013: Mata Hari: Láska a špionáž (hrabě Raul de Shaini)
- 2010 – 2011: Obyčejný zázrak (čaroděj)
- 2012 – 2016: hrabě Orlov (hrabě Alexej Orlov, Michail Domansky)
- 2012 – 2014: Malá mořská víla (komorník Grimsby)
- 2014 – současnost: Jana Eyrová (Rochester)
- 2015 – současnost: Perfumer I. Demarina (Baldini)
- 2015 – 2016: Bezejmenná hvězda (Morin)
- 2016 – současnost: Anna Karenina (Karenin)
- 2017 – současnost: Láska a holubi (Vasily)
- 2018 – současnost: Karamazov: Invaze tmy (Ivan Karamazov)
- 2019 – současnost: Styles (Papa Melsa)
- 2019 – současnost: Ziskové místo (Vyshnevsky)
- 2019 – současnost: Predátoři (hrabě)
- 2019 – současnost: Prase a pastýř (Ivan Ivanovič)
- 2019 – současnost: Viy (Sotnik)

### Divadlo
Státní divadelní ústav Jekatěrinburg
- Mrtvé duše (Manilov)
- Na dně (baron)

Páté divadlo
- Fiktivní manželství (Ivan Altynnik)

Státní hudební divadlo Omsk
- Bílá akácie (Yashka Tug)
- Vina bez viny (Neznamov)
- Akademické divadlo Omsk
- Ceremonie úsvitu (Bernal Diaz del Castillo)
- Clavigo (Carlos)
- Puchina (Kirill Filipych Kiselnikov)
- Sunset (Benya Creek)
- Talenty a fanoušci (Meluzov)
- Bratr Čichikov (Napoleon)
- No, no! (Nuinu)
- A na obloze je duha! (Ivan Tzarevich)
- Incident, kterého si nikdo nevšiml (Lescha)
- Rande s Bonapartem (Aklicheev)
- Nikdo nepíše plukovníkovi (doktor)
- Obec Stepanchikovo a její obyvatelé (Pavel Semenovich)
- Strýček Váňa (Efim)
- Mistr a Markétka (mistr čaroděj)
- Neviditelný muž (Griffin)
- Deník (Golutvin)
- Narozeniny kočky Leopolda (Leopold)

Moskevské divadlo mladých diváků
- Kolektivní vedení farmy (slon)

- Lady Macbeth z našeho kraje
- Don Carlos (Duch Cavalier)
- Dívčí bratr (Roberto Zucco)
- Tramvaj do stanice Touha
- Sbohem, Ameriko!

### Filmy a seriály
- 2003 – 12 židlí
- 2004 – Konvalinka stříbrná 2
- 2006 – Lékařské tajemství
- 2007 – Leninův zákon
- 2007 – Atlantis (soukromý detektiv)
- 2008 – Zaza (Seva)
- 2009 – První láska (Boris)
- 2009 – Námořní hlídka 2 (státní zástupce)
- 2010 – Monte Cristo (Edmond Dantés)
- 2011 – Paní mého osudu (Štěpán)
- 2012 – Transakce (Paulinin otec)
- 2012 – Věž: Noví lidé (Goldansky)
- 2013 – Čtyři ženy (manžel)
- 2013 – hrabě Orlov (hrabě Alexej Orlov)
- 2014 – Sbohem, zlato! (vyšetřovatel)
- 2016 – Lady Macbeth z našeho kraje (Sergey)
- 2017 – Catherine. Vzlet (hrabě Alexander Suvorov)
- 2017 – nový život, 2017 (Ilya Tkach)
- 2019 – Catherine. Impostors (hrabě Alexander Suvorov)
- 2019 – Monte Cristo (Edmond Dantés)

### Dabing
- 1995 – Pocahontas (guvernér Ratcliffe)
- 1996  – Zvoník od Matky Boží (arciděkan Claudius Frollor)
- 1998 – Pocahontas 2: Cesta do nového světa (guvernér Ratcliffe)
- 2009 – Transformers: pomsta poražených (Fallen)
- 2009 – Princezna a žabák (světluška Ray)
- 2010 – Pán prvků (pán ohně Ozai)
- 2010 – Policajti v hluboké rezervaci (irská píseň)
- 2011 – Louskáček a král potkanů (opice Gilgud)
- 2011 – Santa Claus, tajná služba (Steve)
- 2012 – Hobbit: Neočekávaná cesta (Thorin Oakenshield)
- 2013 – Hobbit: Šmakova dračí poušť (Thorin Oakenshield)
- 2013 – 12 let otroctví (Ford)
- 2014 – Směrem k bouři (Thomas Walker)
- 2014 – Hobit: Bitva pěti armád (Thorin Oakenshield)
- 2016 – Alenka v říši za zrcadlem (král Oleron)
- 2016 – Hledá se Dory (želva Bourák)

## Ocenění
- 1997 – „Zlatá maska“ v kategorii „Hudební divadelní herec“
- 1997 – laureát mezinárodní operetní soutěže
- 2010 – laureát každoroční ceny „Oblíbený umělec hudebních umělců“
- 2011 – laureát každoroční ceny „Oblíbený umělec hudebních umělců“
- 2012 – laureát každoroční ceny „Oblíbený umělec hudebních umělců“
- 2013 – laureát každoroční ceny „Oblíbený umělec hudebních umělců“
- 2014 – laureát každoroční ceny „Oblíbený umělec hudebních umělců“
- 2014 – laureát 8. mezinárodního festivalu muzikálů v Jižní Koreji
- 2014 – výherce hlavní ceny mezinárodního hudební festivalu Daegu
- 2014 – ocenění „Nejlepší herec“ za roli Edmonda Dantése v muzikálu Monte Cristo na festivalu EE.
- 2015 – laureát každoroční ceny „Oblíbený umělec hudebních umělců“
- 2016 – laureát každoroční ceny „Oblíbený umělec hudebních umělců“
- 2018 – laureát každoroční ceny „Oblíbený umělec hudebních umělců“
- 2018 – ocenění „Čestného uměleckého dělníka Moskvy“